# Grochów, Lubusz
Grochów  (germană Grocho, în Limba sorabă: Grochów, română Mazăre) este un sat în Polonia, situat în Voievodatul Lubusz , în județul Krosno, în orașul Gubin.  În anii 1975-1998 localitatea a aparținut administrativ de regiunea Zielona Gora.
Orașul este situat la 12 km sud-est de Gubin, în valea râului Wełmicą, pe drumul dintre Gubin și Bobrowicami. Este un sat ridicat în secolul al XIV-lea - secolul al XV. Prima mențiune documentară a satului este în anul 1588.  În 1816 proprietatea a fost împărțită între moșierii din Gubin. În prezent, există mai multe case construite din lemn, cu un etaj, din perioada secolului al XVIII-lea. Din 2007, satul are o rețea de apă.